# Claudio Urrutia
Claudio Urrutia Mendaza (San José, Costa Rica,  30 de octubre de 1857  - Guatemala, 12 de octubre de 1934) fue un teniente coronel, ingeniero y cartógrafo guatemalteco. Estudió en la Escuela Politécnica, y fue Alcalde de la Ciudad de Guatemala en 1912. Asimismo, fue fundador y luego decano (en 1920) de la Facultad de Ingeniería de la Universidad Nacional. Colaboró con el ingeniero Francisco Vela en la construcción del Mapa en Relieve de Guatemala.

## Biografía
Claudio Urrutia, nació en San José, Costa Rica y sus padres fueron Juan de Urrutia y Zarate y Ciriaca Mendaza, originarios de España que se habían establecido en Costa Rica en 1845. Su familia se trasladó a la Ciudad de Guatemala y allí ingresó a la Escuela Politécnica el 5 de abril de 1875 como alumno externo, graduándose en 1879 de Ingeniero Civil y luego de Ingeniero en  Telégrafos.

### Comisión de Límites con México

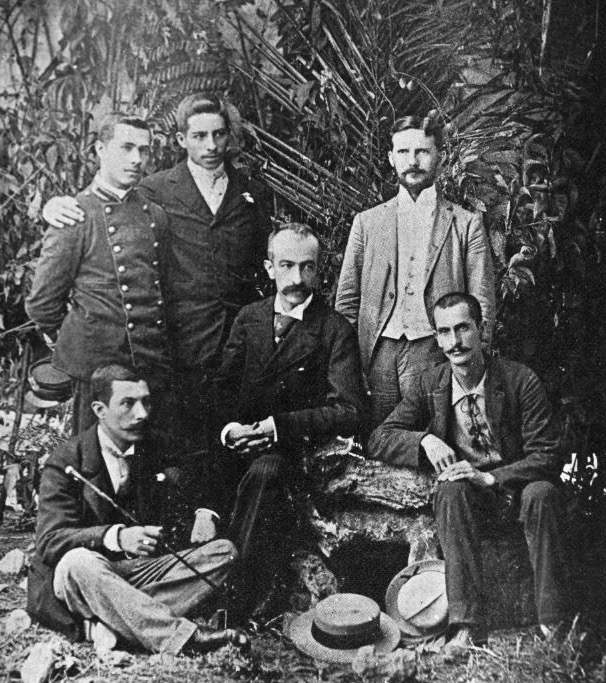
Comisión de ingenieros de Guatemala en el proyecto de la delimitación de límites con México.

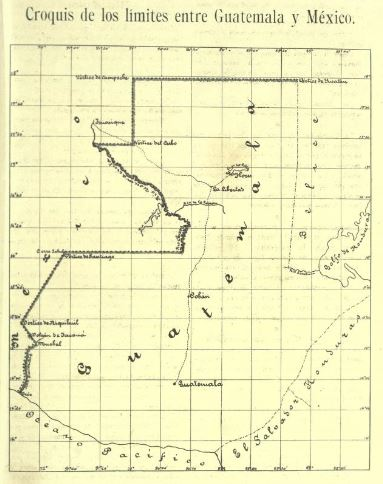
Croquis de los límites de Guatemala y México luego de que la comisión de límites concluyera los trabajos topográficos en 1896.

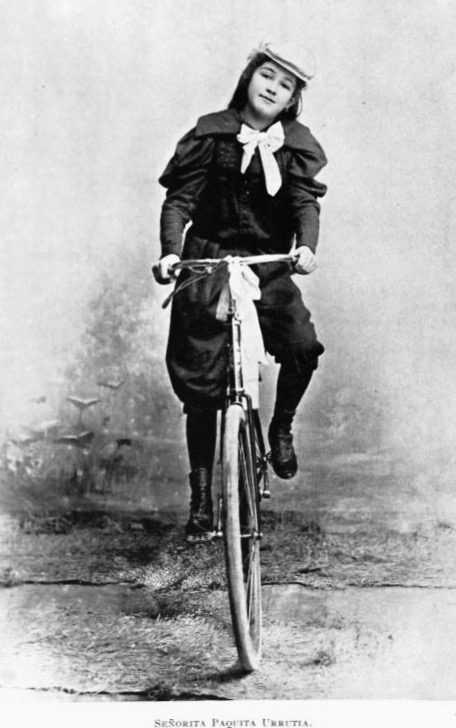
Señorita Paquita Urrutia, hija del ingeniero Urrutia, cuando se iniciaba el ciclismo en el paseo de la Reforma en 1896. Fotografía de Alberto G. Valdeavellano.

En virtud del convenio celebrado en la capital de México el 7 de diciembre de 1877 por los representantes de ambos países, fueron nombradas dos comisiones de ingenieros, una por cada nación para que reconocieran la frontera y levantaran un plano que sirviera para las negociaciones entre los dos países; aunque solo se hizo un mapa de la frontera comprendida entre las faldas del volcán Tacaná y el océano Pacífico, se celebró la reunión del presidente Justo Rufino Barrios y Matías Romero, representante mexicano, en Nueva York el 12 de agosto de 1882, en la que se sentaron las bases para un convenio sobre límites, en las cuales hizo constar que Guatemala prescindía de los derechos que le asistieran sobre Chiapas y Soconusco y se fijaron los límites definitivos.  En noviembre de 1883, se dio principio al trazado de la frontera y al levantamiento del plano topográfico de sus inmediaciones, siendo jefe de la comisión guatemalteca el astrónomo Miles Rock, y sus colaboradores Edwin Rockstroh, Felipe Rodríguez, Manuel Barrera y Claudio Urrutia. En el primer año de trabajo se llegó únicamente al cerro Ixbul, y en el siguiente se buscó llegar al Río Usumacinta o al Río Chixoy, pero fue en extremo difícil debido a que no había caminos en el área.  
Lo más difícil de sobrellevar fue lo inhóspito de la región de Ixcán en donde en seis meses murieron cerca de trescientos ayudantes.  Y, por último, se encontraron con que el río Chixoy estaba más al este de lo que se creía y lo fueron a encontrar cerca de Cobán, muy lejos de la frontera con México.  Ni Urrutia ni Rockstroh continuaron con la comisión, que entre 1884 y 1895 trabajó en estudios y trazados de las líneas del oeste y norte del Petén..
En 1895 hubo otro convenio entre el ministro de Guatemala en México, Sr. Emilio de León y el gobierno mexicano y se organizó una nueva comisión guatemalteca.  En esta oportunidad, el jefe de la comisión fue el ingeniero Urrutia y sus colaboradores fueron los ingenieros Manuel Amézquita, Fabián Ortiz y Ricardo Walker, junto con los ayudantes Rafael Aldana, Abraham Flores, José Víctor Mejía De León y Francisco Reyes.  En septiembre de ese año se hicieron presentes en la cabecera del Petén en donde ser reunieron con la comisión mexicana. Luego de estudiar las diversas líneas trazadas por ambas comisiones, se llegó al convenio definitivo en enero de 1896, cuando se construyeron quince monumentos que demarcaban la frontera.
En su informe al Gobierno de la República de Guatemala en 1900, Urrutia indicó que: «[...] el tratado fue fatal para Guatemala. En todo con lo que la cuestión de límites se relacionó durante aquella época, existe algo oculto que nadie ha podido descubrir, y que obligó a las personas que tomaron parte en ello por Guatemala a proceder festinadamente o como si obligados por una presión poderosa, trataron los asuntos con ideas ajenas o de una manera inconsciente». Y luego continúa: «Guatemala perdió por una parte cerca de 15.000 km y ganó por otra, cosa de 5,140 km. Resultado: Una pérdida de 10,300 km. Guatemala perdió catorce pueblos, diecinueve aldeas y cincuenta y cuatro rancherías, con más de 15,000 guatemaltecos, mientras que México perdió un pueblo y veintiocho rancherías con 2500 habitantes: júzguese la equidad en las compensaciones».
Todos los ejemplares de la Memoria sobre la Cuestión de Límites del Ing. Claudio Urrutia 1900 fueron recogidos por órdenes del presidente Manuel Estrada Cabrera poco después de haberse repartido; y de acuerdo a la historiadora Solís Castañeda, lo mismo ocurrió con la segunda edición -1964- y con el libro 'Grandezas y Miserias de la Vida Diplomática', los cuales fueron decomisado en 1968 por instrucciones del Ministerio de Relaciones Exteriores del gobierno del licenciado Julio César Méndez Montenegro.

### Trabajos en la ciudad de Guatemala
Luego de salir de la primera comisión de límites con México en 1887, Urrutia fue ingeniero de la oficina de revisión, director general del cuerpo de ingenieros oficiales, y en 1890 fue fundador de la Facultad de Ingeniería de la Universidad Nacional y posteriormente catedrático y decano de la misma.
Durante el periodo del Presidente Reina Barrios, Urrutia y el ingeniero Gómez Flores fueron  comisionados para elaborar los trazos de la nueva ciudad sur .7a av. 6a av.  avenida 30 de julio , avenida La Reforma y El Parque la Aurora, actualmente el aeropuerto la aurora, se le comisiona al ing Claudio Urrutia el mapa de la República de Guatemala con curvas de nivel bajo el ministerio de fomento, publicado hasta 1923 debido al litigio de límites pendiente con Honduras 
En 1894 trazó El cantón exposición, la 7.a  y 6.a avenida sur hasta la plazuela España, zona 9 de la Ciudad de Guatemala, en terrenos de la finca Tívoli; fue miembro de la Oficina de Ingenieros Revisores y jefe del Cuerpo de Ingenieros Oficiales de Guatemala. Además, fue catedrático en el Instituto Nacional Central para Varones y en la Escuela Facultativa de Ingeniería, en donde también fue vicedecano y luego decano entre 1891 y 1894. Ganó el gran premio en la Exposición de París, por la participación de su obra El autometro, un original método de cálculo matemático.  
1902 Enviado como director de Ingenieros en el nuevo trazo de la ciudad de Quetzaltenango después del terremoto de 1902.  
1905 El Ing. Urrutia  planificador y ejecutor de la obra Mapa en Relieve de Guatemala con su amigo y colega de la Escuela Politécnica, Teniente Francisco Vela, quien fungió como director de la misma. Como subdirector aportó los datos y compilaciones cartográficas de su mapa a curvas de nivel que fue la base del mapa en relieve, obra única en el mundo en su época.
En 1916 trazó el Cantón Barrios adyacente al Cementerio General de la Ciudad de Guatemala.  En 1917 y 1918 fue ingeniero consultor en Washington D. C. en los Estados Unidos y miembro de la Comisión de Límites con Honduras. Patentó en los Estados Unidos una máquina que llamó Auto metro -pieza fabricada en bronce que se utilizaba para calcular-. 
En 1887 patentó en Nueva York su invento, la mira Urrutia, un aparato sencillo de medición que revolucionó la metodología de la agrimensura y sus medidas topográficas, especialmente las de largas distancias. 
Fue alcalde de la Ciudad de Guatemala en 1912.
Tras el derrocamiento del gobierno del licenciado Manuel Estrada Cabrera en abril de 1920, fue diputado por el municipio de Tejuela, en la Asamblea Constituyente de 1920-1921 durante el gobierno de Carlos Herrera y Luna y fue nombrado decano de la Facultad de Ingeniería de la Universidad Nacional.
Fundador del Observatorio meteorológico  La aurora de Guatemala 1926, trajo desde 1903 a Guatemala el primer sismógrafo, obsequiado por la Universidad de Georgetown . Washington D. C. 
| Organismo Ejecutivo Ministerio de Instrucción Pública Se organiza la Junta Directiva de la Facultad de Ingeniería Palacio del Poder Ejecutivo: Guatemala, 22 de abril de 1920. El Presidente Constitucional de la República ACUERDA: Organizar la Junta Directiva de la Facultad de Ingeniería de la manera siguiente: Propietarios: Decano, Ing. don Claudio Urrutia Vocal 1o., Ing. don Rafael Ponciano Vocal 2o., Ing. don Carlos Benfeldt V. Vocal 3o., Ing. don León Yela Vocal 4o., Ing. don Félix Castellanos B. Secretario: Ing. don Lisandro Sandoval. Suplentes: Decano, Ing. don Felipe Rodríguez S. Vocal 1o., Ing. don Juan de Dios Cabrera Vocal 2o., Ing. don Víctor Pérez Vocal 3o., Ing. don Benjamín Solórzano M. Vocal 4o., Ing. don Florencio Santizo Secretario: Ing. don José Quevedo V. Comuníquese. HERRERA El Secretario de Estado en el Despacho de Instrucción Pública, Manuel Arroyo —Tomado de: El Guatemalteco Diario Oficial de la República de Guatemala - América Central, 25 de abril de 1920 |

## Mapa en relieve
En mayo de 1903, el entonces presidente de Guatemala, licenciado Manuel Estrada Cabrera, contrató al Teniente Francisco Vela para que planeara los jardines del Hipódromo del Norte, oportunidad que aprovechó Vela para conversar con Claudio Urrutia quien ya tenía los datos compilados en su mapa de la República de Guatemala con curvas de nivel. En abril de 1904 se inició la colocación de los cimientos. El Mapa en Relieve quedó concluido en 18 meses, para muchos un tiempo récord, que abarcó no solo la construcción en sí, sino también el recorrido previo, a lo largo y ancho del país,sus fronteras sin acceso de caminos , algunas veces en mula, otras a pie, por vía la vía férrea o en lancha por ríos navegables, que llevó a cabo el ingeniero Claudio Urrutia M., creador del diseño plasmada originalmente en una maqueta de yeso.  Urrutia efectuó esta tarea con el fin de lograr la escala más exacta posible de montañas, volcanes, valles, cuencas, ríos, lagos, costas, puertos, ciudades, carreteras y vías férreas, medidos con los instrumentos cartográficos disponibles a principios del siglo xx. Para ejecutar su obra buscó el apoyo del ingeniero Ernesto Aparicio y del artista Antonio Doninelli, quienes junto a los obreros darían vida a la representación geográfica de Guatemala. El mapa tuvo un costo de 5 mil pesos oro.
El 29 de octubre de 1905, con bandas marciales y más de seis mil niños desfilando, seguidos del desfile militar, la obra cumbre de Francisco Vela, fue inaugurada por el presidente Manuel Estrada Cabrera, quien colocó la última piedra durante la ceremonia.

### Galería del Mapa en Relieve

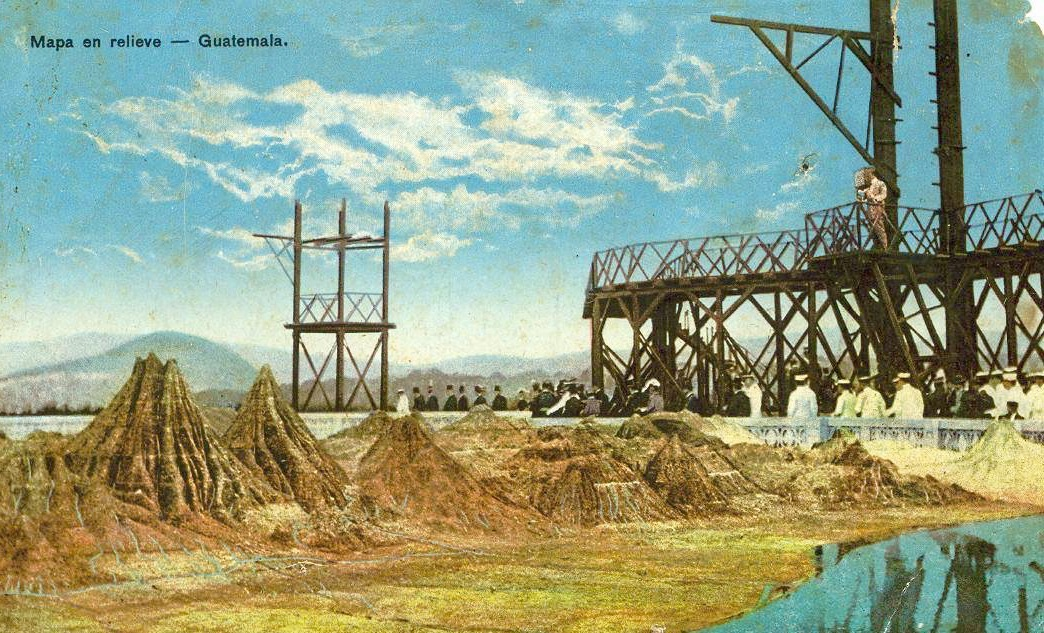
Vista parcial del Mapa en Relieve de Guatemala, 1905. Museo Nacional de Historia de Guatemala
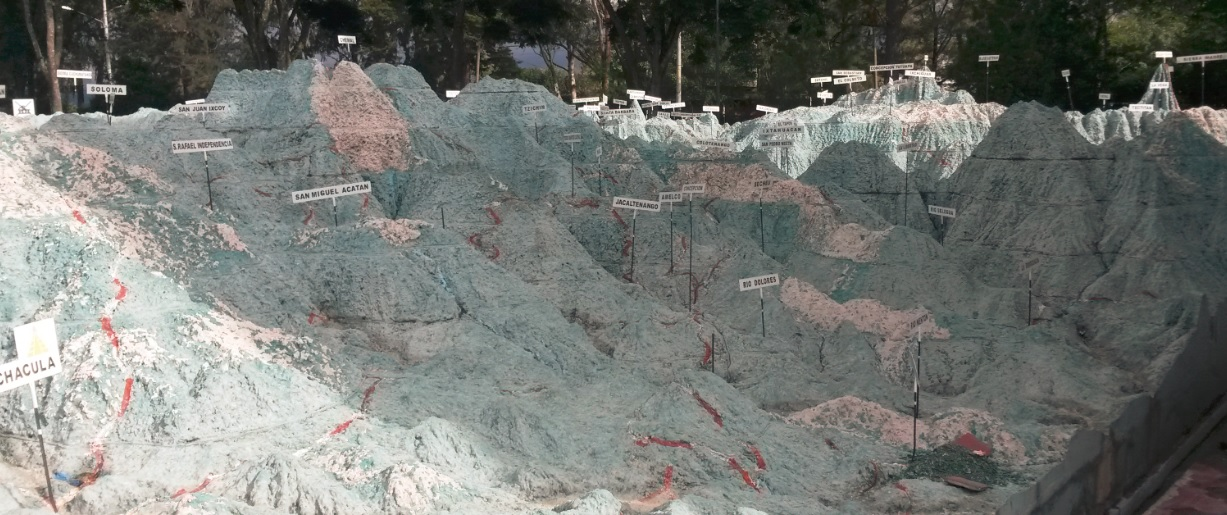
Vista parcial del Mapa en Relieve de Guatemala, 2014.
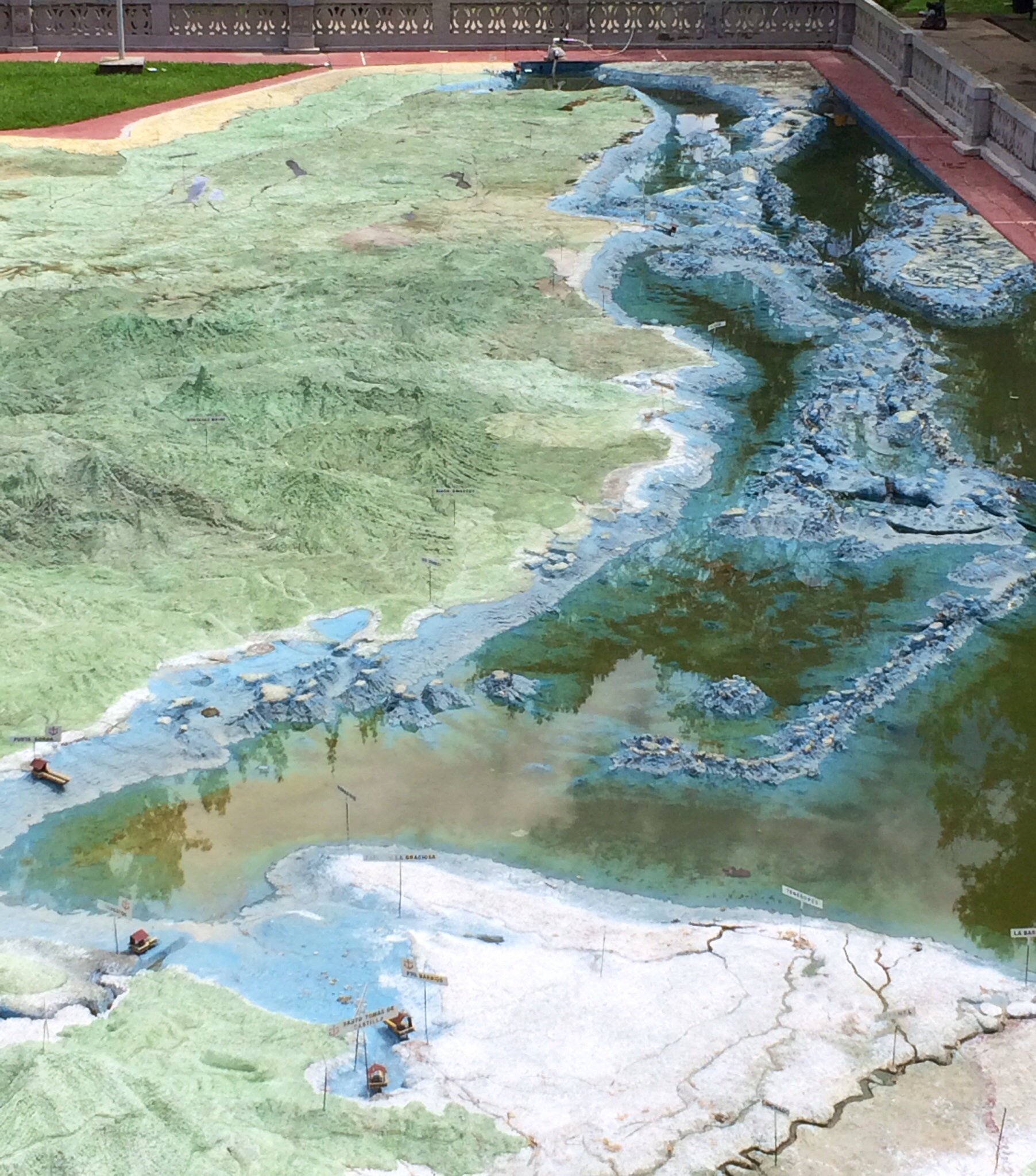
Belice en el Mapa en Relieve, 2,014. Obsérvese el detalle de la costa, de los arrecifes y de las islas.
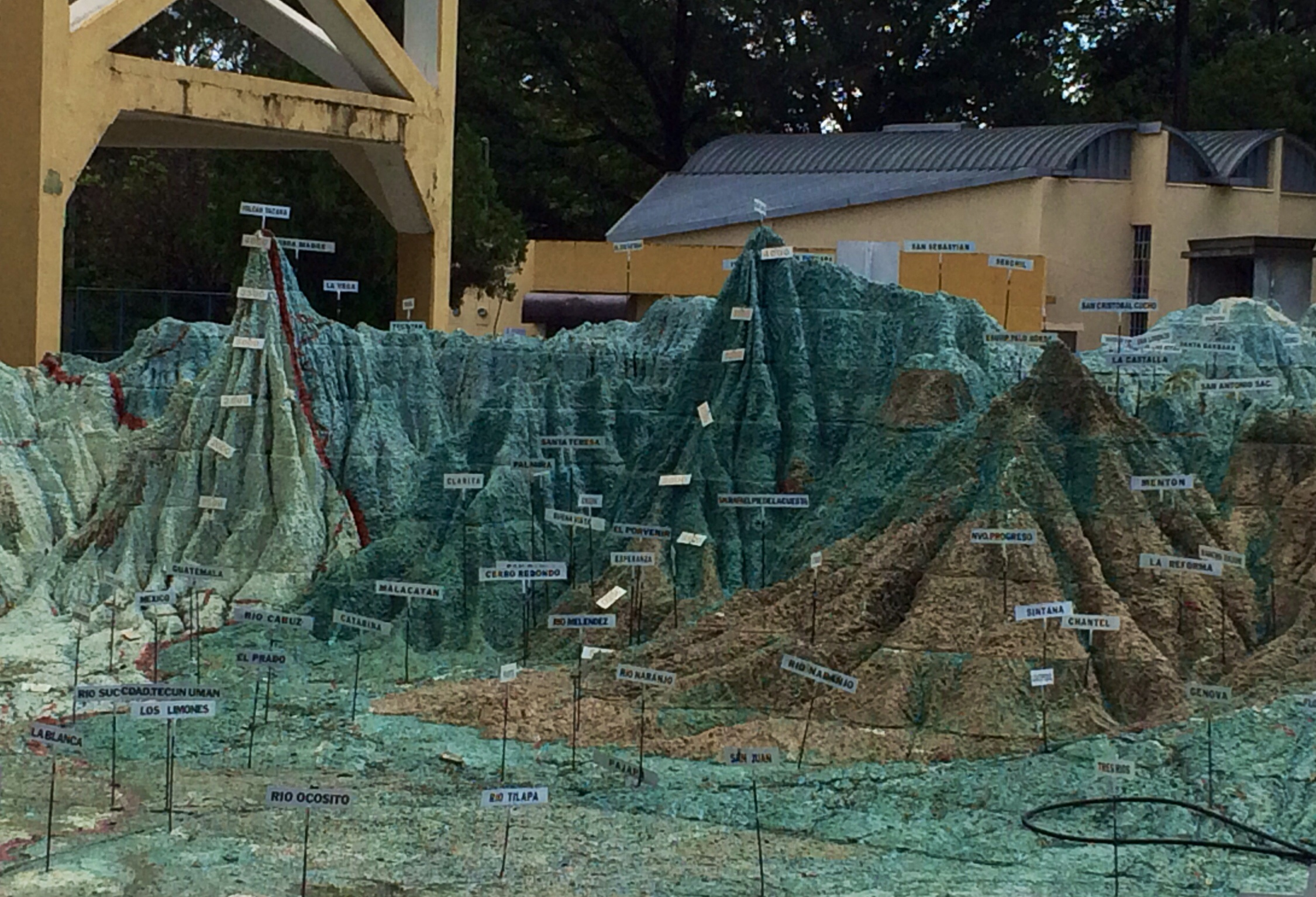
Vocalnes Tacaná y Tajumulco, los más altos de Guatemala. 2,014.

## Muerte
Urrutia murió en la ciudad de Guatemala el 12 de octubre de 1934.

## Afiliaciones
- Presidente de la Sociedad Guatemalteca de Ciencias[1]
- Sociedad de Sismólogos de América
- Sociedad Geográfica de Núremberg